# Pristimantis mariaelenae
Espèce
Pristimantis mariaelenae est une espèce d'amphibiens de la famille des Craugastoridae.

## Répartition
Cette espèce est endémique de la province de Ferreñafe dans la région de Lambayeque au Pérou. Elle se rencontre à 3 596 m d'altitude sur le versant Est de la cordillère Occidentale.

## Description
Les mâles mesurent de 16 à 19,4 mm et les femelles de 23,7 à 27,8 mm.

## Étymologie
Cette espèce est nommée en référence à Maria Elena Venegas, la mère de Pablo Javier Venegas Ibáñez.

## Publication originale
- Venegas & Duellman, 2012 : Two syntopic new species of the Pristimantis orestes Group (Anura: Strabomantidae) from northwestern Peru. Zootaxa, no 3249, p. 47-59.